# Irina Konstantinowna Rodnina
Irina Konstantinowna Rodnina (russisch Ирина Константиновна Роднина; * 12. September 1949 in Moskau, Sowjetunion) ist eine ehemalige sowjetische Eiskunstläuferin, die im Paarlauf startete, und heutige Duma-Abgeordnete für die Partei Einiges Russland. Mit drei Olympiasiegen, zehn Weltmeisterschaftstiteln und elf Europameisterschaftstiteln, die sie an der Seite von Alexei Ulanow und Alexander Saizew errang, ist sie die erfolgreichste Paarläuferin in der Eiskunstlaufgeschichte.
Im Jahre 2022 wurde sie wegen ihrer Unterstützung des russischen Angriffskrieges von dem ukrainischen Parlament auf die Sanktionsliste gesetzt.

## Werdegang
Bevor Rodnina eingeschult wurde, litt sie bereits elfmal unter einer Lungenentzündung, woraufhin ihre Eltern sie 1954 zu ihrem ersten Eisplatz brachten. Als sie im Alter von 13 Jahren in die sechste Klasse kam, begann sie mit professionellem Eiskunstlauftraining an der Kinder- u. Jugendsportschule von ZSKA Moskau am Leningradski Prospekt.

Rodninas erster Partner im Paarlauf war Alexei Ulanow. Mit ihm wurde sie 1968 bei ihren ersten sowjetischen Meisterschaften Dritte hinter Ljudmila Beloussowa und Oleg Protopopow sowie Tamara Moskwina und Alexei Mischin. 1968 bestritten Rodnina und Ulanow mit den Europameisterschaften im schwedischen Västerås auch ihr erstes bedeutendes internationales Turnier. Beim Doppelsieg ihrer Landsleute beendeten sie es auf dem fünften Platz. Es war die einzige Teilnahme an einem bedeutenden internationalen Wettbewerb, bei dem Rodnina nicht gewann. 1969 belegten Rodnina und Ulanow erneut nur den dritten Platz bei den nationalen Meisterschaften, wurden in Garmisch-Partenkirchen aber Europameister und in Colorado Springs bei ihrer ersten Weltmeisterschaftsteilnahme auch Weltmeister, letzteres mit einstimmigem Punktrichterurteil vor ihren beiden sowjetischen Konkurrenten Moskwina/Mischin und Beloussowa/Protopopow. Es war der Beginn der längsten Ära in der Geschichte des Paarlaufs. 

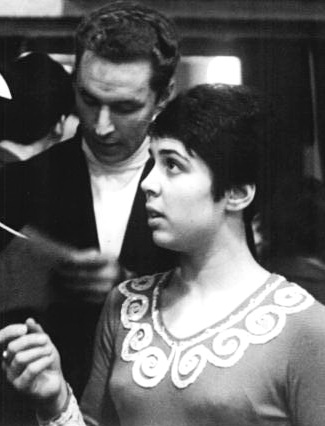
Irina Rodnina und Alexei Ulanow 1970

1970 wurde das Paar zum ersten Mal sowjetischer Meister und verteidigte in Leningrad den Europameisterschaftstitel und in Ljubljana den Weltmeisterschaftstitel. Dabei besiegten sie ihre von nun an stärksten Konkurrenten Ljudmila Smirnowa und Andrei Suraikin. 1971 ergaben sich bei den nationalen Meisterschaften, den Europameisterschaften in Zürich und den Weltmeisterschaften in Lyon die gleichen Ergebnisse. Allerdings verloren Rodnina und Ulanow die Kürwertung bei den Weltmeisterschaften gegen ihre nationalen Konkurrenten. 1972 dominierten Rodnina und Ulanow wieder. Sie wurden in Göteborg zum vierten Mal in Folge Europameister. Bei ihren ersten Olympischen Spielen gewannen sie mit Siegen in Kurzprogramm wie auch Kür die Goldmedaille in Sapporo vor ihren Dauerrivalen Smirnowa und Suraikin. Dieser Erfolg hatte jedoch eine Vorgeschichte. Alexei Ulanow war es satt, dass Rodnina als stärkerer Teil des Paares angesehen wurde und hatte sich in die Erzrivalin des Paares, Ljudmila Smirnowa verliebt. Bereits vor den Olympischen Spielen war die Trennung des Paares für die nächste Saison beschlossene Sache. Nach der olympischen Kür verließ Rodnina das Eis in Tränen.
Die Weltmeisterschaften in Calgary wurden der letzte gemeinsame Auftritt des Eislaufpaares Rodnina/Ulanow. Mit einstimmigem Punktrichterurteil wurden sie zum vierten Mal in Folge Weltmeister. Dabei hatte sich Rodnina bei einer Hebung beim Training, einen Tag vor dem Wettbewerb, verletzt. Sie musste im Krankenhaus wegen einer Gehirnerschütterung und eines intrakraniellen Hämatoms behandelt werden. Trotzdem absolvierte sie das Kurzprogramm ohne Fehler und bekam auch einige Höchstnoten. Am Ende der Kür wurde ihr schwindelig, doch sie schaffte es trotz zunehmender Schwäche, den WM-Titel nicht mehr in Gefahr zu bringen. Nach dem Ende ihres letzten Auftritts mit Alexei Ulanow, der seine Karriere mit Ljudmila Smirnowa fortsetzen sollte, dachte sie über Rücktritt nach.
Im April 1972 empfahl Rodninas Trainer Stanislaw Schuk ihr, es mit dem jungen Leningrader Eiskunstläufer Alexander Saizew als Paarlaufpartner zu probieren. Saizew fiel durch eine gute Sprungtechnik auf und durch sein schnelles Lernen neuer Elemente.
Rodnina knüpfte mit ihm nahtlos an ihre vergangenen Erfolge an. 1973 wurden Rodnina und Saizew bereits sowjetische Meister und gewannen in Köln bei ihren ersten gemeinsamen Europameisterschaften wie auch in Bratislava bei ihren ersten gemeinsamen Weltmeisterschaften die Goldmedaille. Bei den Weltmeisterschaften gelang ihnen dies, obwohl die Musik ausgefallen war. Dennoch behielten sie die Konzentration und liefen die Kür zu Ende. Dafür bekamen sie stehenden Applaus und ein einstimmiges Punktrichterurteil zu ihren Gunsten. Sowohl den EM-Titel wie auch den WM-Titel gewannen sie vor Rodninas früherem Partner Alexei Ulanow und ihrer Dauerkonkurrentin Ljudmila Smirnowa. Der Tanzstil des Paares Rodnina/Saizew wurde zur damaligen Zeit als „Revolution“ gefeiert. Die beiden hatten dem romantischen Eislaufen den Rücken gekehrt und ihrer Kür mit schnellen Elementen eine neue Richtung im Eiskunstlauf gegeben.
1974 verteidigte das Paar seinen sowjetischen Meistertitel, in Zagreb seinen EM-Titel und in München seinen WM-Titel. Dies gelang ihnen auch im Jahr 1975 bei den Europameisterschaften in Kopenhagen und den Weltmeisterschaften in Colorado Springs. Kurz darauf, im April 1975, heirateten Rodnina und Saizew. Auch 1976 setzten sie ihren Siegeszug fort. In Genf wurden sie Europameister und in Göteborg Weltmeister. In Innsbruck bestritten sie dann ihre ersten gemeinsamen Olympischen Spiele. Ihr Olympiasieg war ungefährdet. Sie gewannen sowohl Kurzprogramm wie auch Kür und wurden von allen Punktrichtern auf den ersten Platz gesetzt. Sie verwiesen Romy Kermer und Rolf Oesterreich aus der DDR, wie auch bei den vorherigen und folgenden Weltmeisterschaften, auf den zweiten Platz. 1977 wurden Rodnina und Saizew zum vierten und letzten Mal sowjetische Meister. Es war der insgesamt sechste nationale Meistertitel für Rodnina. In Helsinki wurde das Paar zum fünften Mal in Folge Europameister und in Tokio zum fünften Mal in Folge Weltmeister. Damit waren sie das erste und sind bis heute das einzige Paar, das fünf Titel bei Weltmeisterschaften erringen konnte. 1978 gewannen sie die Europameisterschaft in Straßburg und erliefen im kanadischen Ottawa ihren sechsten und letzten WM-Titel in Folge. Damit sind Irina Rodnina und Alexander Saizew bis heute das erfolgreichste Paar bei Weltmeisterschaften.
1979 bestritt das Paar keine Wettbewerbe, da Rodnina schwanger war und einen Sohn zur Welt brachte. Dieser Umstand führte dazu, dass 1979 das erste Jahr seit 1968 war, in dem Rodnina weder Welt- noch Europameisterin wurde. 1980 kehrten Rodnina und Saizew zurück. Sie gewannen in Göteborg ihren siebten und letzten Europameisterschaftstitel. Damit überholten sie Marika Kilius und Hans-Jürgen Bäumler, die es auf sechs EM-Titel gebracht hatten, und wurden das erfolgreichste Paar bei Eiskunstlauf-Europameisterschaften. Die Olympischen Spiele in Lake Placid sollten ihr letzter Auftritt werden, da Rodnina die folgenden Weltmeisterschaften aufgrund einer Schulterverletzung nicht mehr bestreiten konnte. Die amtierenden Weltmeister Tai Babilonia und Randy Gardner aus den USA konnten nicht teilnehmen, da Gardner sich verletzt hatte und so hatten Rodnina und Saizew keine Mühe ihren Olympiatitel zu verteidigen. Nach Andrée Brunet und Pierre Brunet 1932 und 1936 und Ljudmila Beloussowa und Oleg Protopopow 1964 und 1968 waren sie das dritte und letzte Paar, das olympisches Gold verteidigen konnte. Rodnina und Saizew gewannen alle Wettbewerbe, an denen sie in ihrer Karriere teilnahmen und dies in einem Zeitraum von acht Jahren.
Rodnina ist mit insgesamt drei Olympiasiegen, zehn Weltmeisterschaftstiteln und elf Europameisterschaftstiteln die bei weitem erfolgreichste Paarläuferin der Geschichte. Sie ist neben der Einzelläuferin Sonja Henie die einzige Eiskunstläuferin, der es gelang, dreimal olympisches Gold und zehn Weltmeistertitel zu erringen.
Nach ihrer Wettkampfkarriere arbeitete Rodnina als Trainerin, sie führte die Tschechen Radka Kovaříková und René Novotný zum Weltmeisterschaftstitel 1995. 1985 wurde Rodnina von Alexander Saizew geschieden. 1990 siedelte sie in die USA über und heiratete den Geschäftsmann Leonid Minkowski, von dem sie eine Tochter hat und ebenfalls geschieden ist. Im Jahr 2000 kehrte Rodnina nach Russland zurück und lebt wieder in Moskau. Ihr Sohn studierte an der Stroganow-Universität in Moskau Keramikdesign und ihre Tochter studierte in den USA Journalistik.
Rodnina wurde 1972 der Orden des Roten Banners der Arbeit, 1976 der Leninorden und 1999 der Verdienstorden für das Vaterland 3. Klasse verliehen.
1989 wurde Rodnina in die World Figure Skating Hall of Fame aufgenommen. Sie bekam außerdem den Jacques Favart Award, die höchste Auszeichnung der Internationalen Eislaufunion.
Bei den Olympischen Winterspielen 2014 in Sotschi entzündete sie gemeinsam mit Wladislaw Alexandrowitsch Tretjak das olympische Feuer.

## Ergebnisse
Paarlauf
(mit Alexei Ulanow)
| Wettbewerb/Jahr             | 1968 | 1969 | 1970 | 1971 | 1972 |
| --------------------------- | ---- | ---- | ---- | ---- | ---- |
| Olympische Winterspiele     |      |      |      |      | 1.   |
| Weltmeisterschaften         |      | 1.   | 1.   | 1.   | 1.   |
| Europameisterschaften       | 5.   | 1.   | 1.   | 1.   | 1.   |
| Sowjetische Meisterschaften | 3.   | 3.   | 1.   | 1.   |      |

(mit Alexander Saizew)
| Wettbewerb/Jahr             | 1973 | 1974 | 1975 | 1976 | 1977 | 1978 | 1979 | 1980 |
| --------------------------- | ---- | ---- | ---- | ---- | ---- | ---- | ---- | ---- |
| Olympische Winterspiele     |      |      |      | 1.   |      |      |      | 1.   |
| Weltmeisterschaften         | 1.   | 1.   | 1.   | 1.   | 1.   | 1.   |      |      |
| Europameisterschaften       | 1.   | 1.   | 1.   | 1.   | 1.   | 1.   |      | 1.   |
| Sowjetische Meisterschaften | 1.   | 1.   | 1.   |      | 1.   |      |      |      |

## Politische Tätigkeit
Rodnina ist Vorsitzende des Zentralrats „Sportliches Russland“, der sich die „Entwicklung des Massensports“ zum Ziel setzt.
Im Jahr 2006 war sie Mitglied der Gesellschaftlichen Kammer Russlands, deren Mitglieder vom Präsidenten bestimmt werden, um öffentlich Anhörungen von Gesetzesprojekten durchzuführen.
Seit 2007 ist Rodnina Abgeordnete der russischen Staatsduma für die Regierungspartei Einiges Russland.
In den Jahren 2007–2019 hat Rodnina insgesamt an 46 Gesetzesentwürfen mitgearbeitet. Im Dezember 2012 stimmte sie für das Gesetz № 272-FZ, das unter anderem die Adoption russischer Waisenkinder durch die Bürger der USA verbietet.